# بوبان دميتروفيتش
بوبان دميتروفيتش (بالصربية: Бобан Дмитровић)‏ هو لاعب كرة قدم صربي في مركز الدفاع، ولد في 2 أبريل 1972 في كرالييفو في صربيا. شارك مع منتخب صربيا والجبل الأسود لكرة القدم. أما مع النوادي، فقد لعب مع راد بيوغراد وشتورم غراتس وغراتزر أي كاي.

## وصلات خارجية
- بوبان دميتروفيتش على موقع قاعدة بيانات كرة القدم.إي يو (الإنجليزية)
- بوبان دميتروفيتش على موقع ناشيونال فوتبول تيمز (الإنجليزية)
- بوبان دميتروفيتش على موقع عالم كرة القدم.نت (الإنجليزية)